# توم ماغواير (لاعب كرة قاعدة)
توم ماغواير (بالإنجليزية: Tom McGuire)‏ هو لاعب كرة قاعدة أمريكي، ولد في 1 فبراير 1892 في شيكاغو في الولايات المتحدة، وتوفي في 7 ديسمبر 1959 في فينيكس في الولايات المتحدة.

## وصلات خارجية
- توم ماغواير على موقعبيزبول رفرنس.كوم (الدوري الرئيسي) (الإنجليزية)
- توم ماغواير على موقعبيزبول رفرنس.كوم (الدوري الثانوي) (الإنجليزية)